# Liechtensteiner-Cup 1982-1983
La Liechtensteiner-Cup 1982-1983 è stata la 38ª edizione della coppa nazionale del Liechtenstein conclusa con la vittoria finale del FC Balzers, al suo sesto titolo e terzo consecutivo.
Della competizione è noto solo il risultato della finale.

## Finale
La partita venne decisa ai rigori dopo che terminò 1-1 alla fine dei tempi supplementari.
| Ruggell | FC Balzers | 5 – 3 | USV Eschen/Mauren |  |